# رونکی دی لجوناری
رونکی دی لجوناری (به ایتالیایی: Ronchi dei Legionari) یک کومونه در ایتالیا است که در استان گوریتزیا واقع شده‌است.

## خصوصیات
رونکی دی لجوناری ۱۷٫۰ کیلومترمربع مساحت و ۱۱٬۹۳۷ نفر جمعیت دارد و ۱۱ متر بالاتر از سطح دریا واقع شده‌است.

## خواهرخوانده
شهرهای Wagna و متلیکا خواهرخوانده‌های رونکی دی لجوناری هستند.